# Đại Hùng, Ứng Hòa
Đại Hùng là một xã thuộc huyện Ứng Hòa, thành phố Hà Nội, Việt Nam.

## Hành chính
Xã Đại Hùng được chia thành 4 thôn: Ngũ Luân, Trung Thượng, Quan Tự, Du Đồng.
Xã Đại Hùng có diện tích 4.9 km², dân số năm 1999 là 4.759 người, mật độ dân số đạt 971 người/km².
Đây là xã có Dự án đường trục phía nam Hà Nội đi qua.